# Vezseny
Vezseny è un comune dell'Ungheria di 647 abitanti (dati 2015). È situato nella contea di Jász-Nagykun-Szolnok.